# Chrysomela vigintipunctata
Chrysomela vigintipunctata é uma espécie de artrópode pertencente à família Chrysomelidae.